# Andrej Dobrovolskij
Andrej Dobrovolskij (russisk: Андре́й Миха́йлович Доброво́льский) (født 12. april 1950 i Moskva i Sovjetunionen) er en russisk filminstruktør og manuskriptforfatter.

## Filmografi
- Prisutstvije (Присутствие, 1992)[1][2]